# Wolfgang Weber (Rennfahrer)
Wolfgang Weber (* 24. Oktober 1965) ist ein deutscher Autorennfahrer, Fahrinstruktor, Unternehmer und Buchautor.

## Rennfahrer-Karriere
Wolfgang Weber begann seine Motorsportkarriere 1988 als Beifahrer Toyota Starlet im Rallye-Sport. Ab 1989 setzte er einen Opel Ascona B in Rallyerennen ein. Er gewann 1992 mit einem BMW M3 und 1995 mit einem Ford Escort RS Cosworth den Mitropa Rally Cup.
1998 wechselte er in den Rundstreckensport und startete in der VLN Langstreckenmeisterschaft Nürburgring, Rundstrecken-Challenge Nürburgring (RCN) und beim 24-Stunden-Rennen auf dem Nürburgring. 2006 gewann er in der RCN mit einem Honda S2000 GT mehrere Rennen in der SP3-Klasse und konnte bei seinen RCN-Einsätzen insgesamt zehn Klassensiege feiern.
In der VLN belegte er 2012 mit dem dritten Platz sein bestes Saisonergebnis in dieser Rennserie. In der nachfolgenden Nürburgring Langstrecken-Serie (NLS) erreichte er 2020 und 2021 mit einem Porsche 718 Cayman S des Team Mathol Racing den Klassensieg in der VT3-Klasse.
2007 konnte Weber sich beim 24-Stunden-Rennen auf dem Nürburgring mit einem RUF-Porsche RGT auf den siebten Rang platzieren.
Sein bestes Ergebnis beim 24-Stunden-Rennen erreichte er mit dem Team Mathol Racing 2012 in einem Aston Martin V8 Vantage GT4 mit dem zweiten Platz in der SP10 GT4-Klasse.
2018 fuhr er mit einem Porsche Cayman GT4 Clubsport des Teams Mathol Racing beim 24-Stunden-Rennen auf dem Nürburgring auf den siebten Platz der Cup3-Klasse.
In den Jahren 2009 und 2010 startete Weber im FIA GT4 European Cup. 2009 setzte er den KTM X-Bow in zwei Rennen der Supersports-Klasse in Portimão ein und beendete diese auf dem achten und zehnten Platz. In der folgenden Saison fuhr er mit einem Aston Martin V8 Vantage N24 in insgesamt vier Rennläufen auf den 12. Platz in der GT4-Gesamtwertung.

## Berufliche Karriere
Wolfgang Weber lebt in Vilshofen und arbeitet seit 1990 als Fahrinstruktor für Sportfahrer und im Verkehrssicherheitstraining für Auto- und Motorradfahrer. Von 1996 bis 2001 war er Testfahrer bei der Firma RUF. Seit 2006 arbeitet er auch als Trainer für den Supermotosport.
Von 2008 bis 2014 betrieb er eine Werkstatt und einen Verleih für Elektro-Motorräder. Der Verleihbetrieb wurde 2014 eingestellt und stattdessen auf den Handel von Elektro-Motorrädern umgestellt.
Weber hat ein Buch über Fahrwerkseinstellungen und Fahrwerkssetups geschrieben, das im Motorbuch-Verlag veröffentlicht wurde.